# Mats Moraing
Mats Moraing (ur. 20 czerwca 1992 w Mülheim an der Ruhr) – niemiecki tenisista.

## Kariera tenisowa
W karierze zwyciężył w pięciu singlowych i jednym deblowym turnieju cyklu ATP Challenger Tour. Ponadto wygrał osiem singlowych oraz dwa deblowe turnieje rangi ITF.
W rankingu gry pojedynczej najwyżej był na 115. miejscu (23 maja 2022), a w klasyfikacji gry podwójnej na 282. pozycji (11 lutego 2019).

### Zwycięstwa w turniejach ATP Challenger Tour

#### Gra pojedyncza
| Końcowy wynik | Nr | Data             | Turniej            | Nawierzchnia  | Przeciwnik        | Wynik finału  |
| ------------- | -- | ---------------- | ------------------ | ------------- | ----------------- | ------------- |
| Zwycięzca     | 1. | 21 stycznia 2018 | Koblencja          | Twarda (hala) | Kenny de Schepper | 6:2, 6:1      |
| Zwycięzca     | 2. | 21 lipca 2019    | Amersfoort         | Ceglana       | Kimmer Coppejans  | 6:2, 3:6, 6:3 |
| Zwycięzca     | 3. | 20 czerwca 2021  | Forlì              | Ceglana       | Quentin Halys     | 3:6, 6:1, 7:5 |
| Zwycięzca     | 4. | 12 września 2021 | Tulln an der Donau | Ceglana       | Hugo Gaston       | 6:2, 6:1      |
| Zwycięzca     | 5. | 6 marca 2022     | Turyn              | Twarda (hala) | Quentin Halys     | 7:6(11), 6:3  |

#### Gra podwójna
| Końcowy wynik | Nr | Data            | Turniej | Nawierzchnia | Partner    | Przeciwnicy                      | Wynik finału |
| ------------- | -- | --------------- | ------- | ------------ | ---------- | -------------------------------- | ------------ |
| Zwycięzca     | 1. | 4 kwietnia 2021 | Oeiras  | Ceglana      | Oscar Otte | Riccardo Bonadio Denis Jewsiejew | 6:1, 6:4     |